# معهد ماكس بلانك لتاريخ العلم
معهد ماكس بلانك لتاريخ العلم (بالألمانية: Max-Planck-Institut für Wissenschaftsgeschichte) هو معهد علمي تابع لجمعية ماكس بلانك لتقدم العلوم. أُسس في حي دالم في برلين في مارس 1994، ويختص بصفة أساسية بدراسة تاريخ العلم من الناحية النظرية، وعلى الأخص تاريخ العلوم الطبيعية، ولكن من منظور منهجي مشتق من العلوم المعرفية ومن التاريخ الثقافي. يتألف المعهد من ثلاثة أقسام، تهدف جميعها إلى تكوين «نظرية معرفية تاريخية» للعلوم.

## وصلات خارجية
- الموقع الرسمي للمعهد (بالألمانية)

```
(بالإنجليزية)
```